# Pablo Picasso

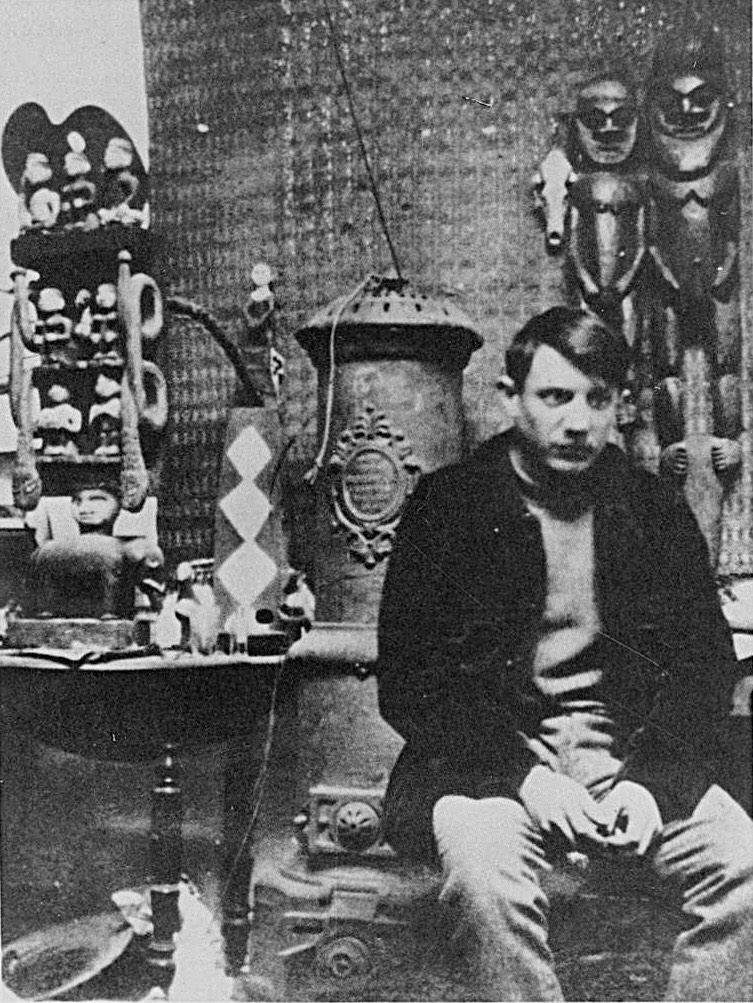
Pablo Picasso w swojej pracowni na Montmartrze, 1908

Pablo Ruiz Picasso (ur. 25 października 1881 w Maladze, zm. 8 kwietnia 1973 w Mougins) – hiszpański malarz, rzeźbiarz, rysownik, grafik, ceramik oraz poeta, uznawany za jednego z najwybitniejszych artystów XX wieku. Wraz z Georges'em Braquem twórca nurtu malarstwa zwanego kubizmem.

## Życiorys

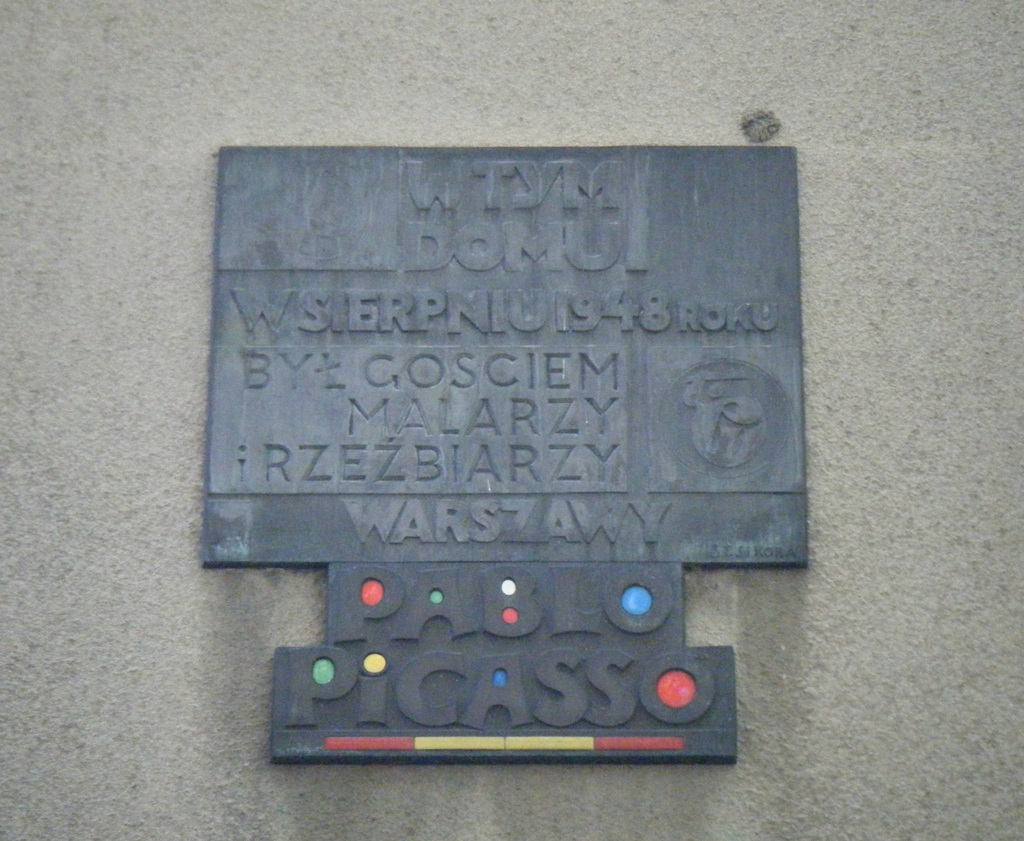
Tablica pamiątkowa na Saskiej Kępie w Warszawie

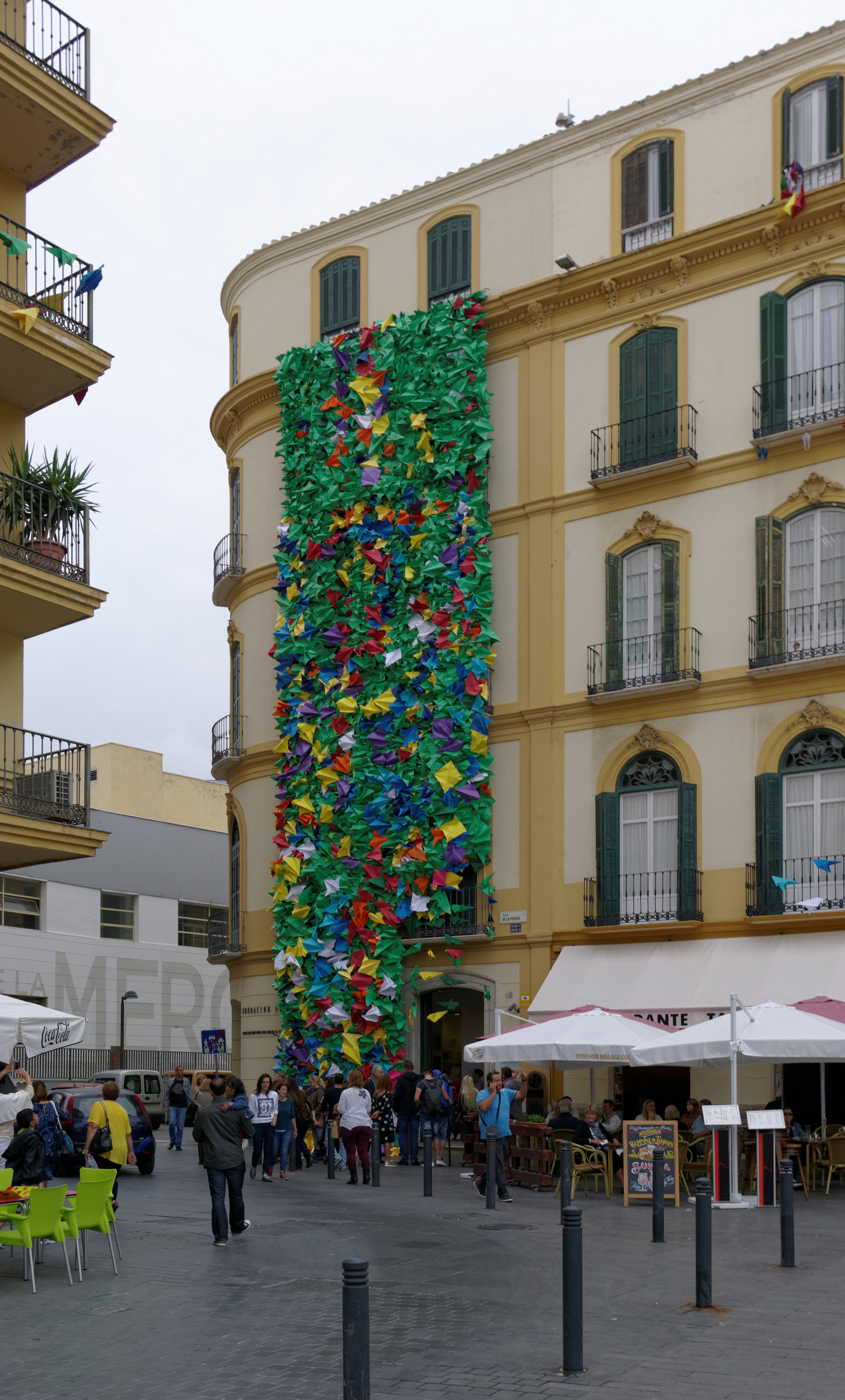
Dom, w którym urodził się Picasso

Talent Picassa został odkryty przez jego ojca, znakomitego rysownika. Od najmłodszych lat Pablo ujawniał uzdolnienia malarskie i plastyczne. Najpierw kształcił się w Hiszpanii, później w Paryżu (w latach 1901–1902), gdzie znaczne oddziaływanie na jego twórczość miało zetknięcie się z postimpresjonistami (m.in. Henrim de Toulouse-Lautrekiem, który miał duży wpływ na jego dorobek twórczy sprzed 1901 roku). Prace Picassa z lat 1901–1904 określa się jako okres błękitny. Były to dzieła utrzymane w kolorycie melancholijnym, ukazujące tematykę i postacie osób biednych (Życie, Stary gitarzysta, Dwie siostry, Prasowaczka). Jego pracownia mieściła się przy ulicy La Boètie. Od 1904 roku mieszkał w Bateau-Lavoir przy ulicy Ravignan 13.
Po tym okresie twórczość Picassa weszła w okres różowy, między innymi sceny z życia cyrkowców (Dziewczyna na kuli, Kuglarze, Toaleta, Rodzina arlekina).
W trakcie okresu różowego, na twórczość Picassa miało wpływ opium. Wiadomo, że od mniej więcej 1904 roku Picasso zażywał opium.
W 1905 roku, Picasso poznał Gertrude Stein. Brał udział w przyjęciach mających miejsce w domu Stein, gdzie spotkał pisarzy takich jak James Joyce, Ernest Hemingway i F. Scott Fitzgerald.
Od 1907 roku Picasso pod wpływem Paula Cézanne’a oraz sztuki iberyjskiej i afrykańskiej rozpoczął twórcze eksperymenty z geometryzacją i uproszczeniem formy, które dały początek kubizmowi (Panny z Awinionu, Portret Gertrudy Stein). W dalszym okresie po współpracy z Georges’em Brakiem skrystalizowały się zasady kubizmu analitycznego, hermetycznego i syntetycznego.
Za manifest kubizmu uważana była premiera utworu scenicznego Parady do libretta Jeana Cocteau, do którego muzykę napisał Erik Satie, a scenografię zaprojektował Picasso. Wystawiony został w 1917 roku przez Balety Rosyjskie Siergieja Diagilewa.

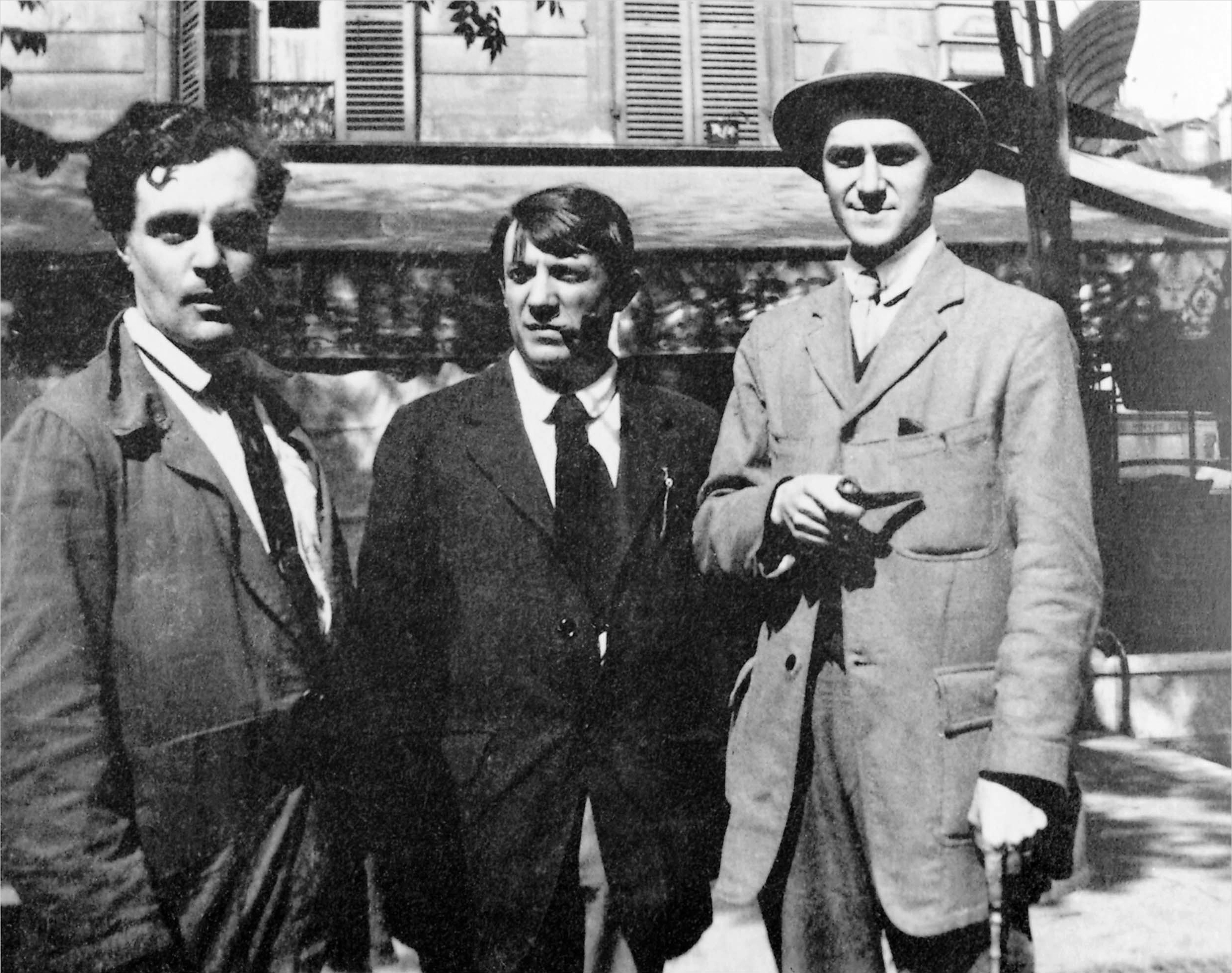
Amedeo Modigliani, Picasso i André Salmon. Zdjęcie wykonane przez Jeana Cocteau w Paryżu w 1916 roku

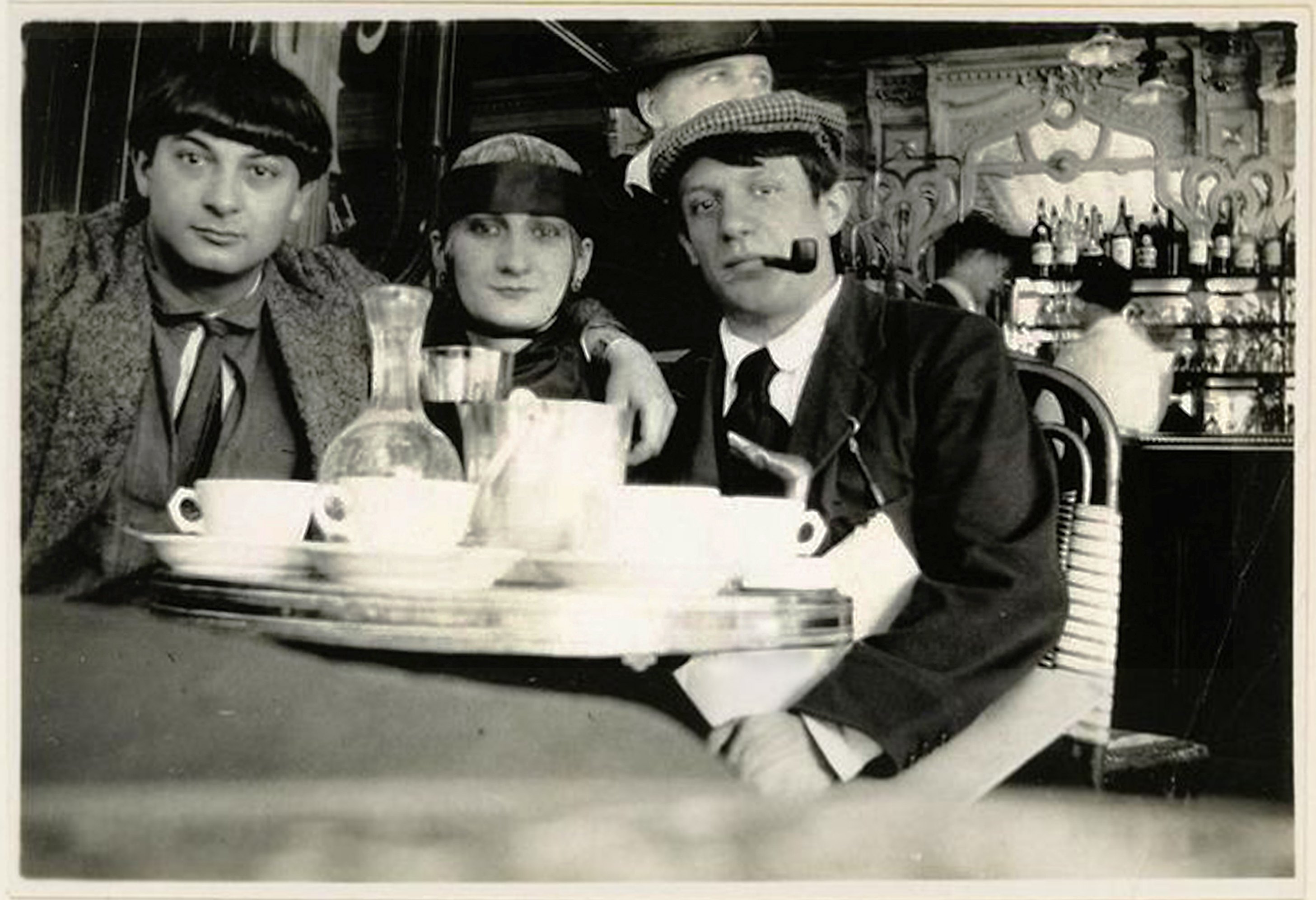
Moïse Kisling, Paquerette i Pablo Picasso w Café de la Rotonde w obiektywie Jeana Cocteau (1916)

Picasso związał się z Olgą Chochłową, tancerką zespołu baletowego Ballets Russes Diagilewa, z którą w 1918 roku wziął ślub. Z tego małżeństwa urodził się syn, Paul. Z kolejnego związku z Marią Teresą Walter Picasso miał córkę Mayę, zaś z Françoise Gilot – syna Claude’a i córkę Palomę. Picasso przejawiał poglądy mizoginistyczne. Gilot twierdziła, że Picasso znęcał się nad nią fizyczne i psychicznie oraz, że bywał okrutny, sadystyczny i bezlitosny dla innych i dla siebie.

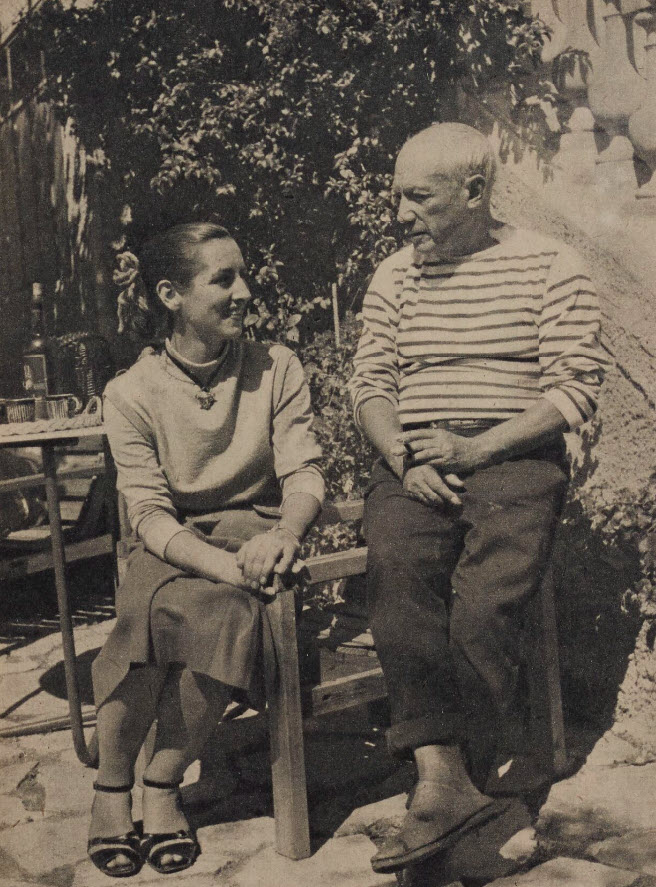
Francoise Gilot i Pablo Picasso, 1952 r.

Następne lata charakteryzowały ciągłe poszukiwania twórcze. Gdy wybuchła wojna domowa w Hiszpanii, opowiedział się po stronie republikańskiej, a w 1937 roku na zamówienie republikańskiego rządu Hiszpanii za 200 tys. peset namalował słynną Guernicę, obraz wystawiony w Pawilonie Hiszpanii na Wystawie Światowej w Paryżu. Okres II wojny światowej spędził w Paryżu, w 1944 wstąpił do Francuskiej Partii Komunistycznej, a po wojnie zaangażował się po stronie ruchów lewicowych i pokojowych. Picasso, choć był ochrzczony jako katolik, później stał się ateistą.
W 1946 roku wyjechał na Lazurowe Wybrzeże. W 1948 roku zamieszkał w Vallauris.

W 1948 roku Picasso przyjechał do Polski, wziął udział w Światowym Kongresie Intelektualistów w Obronie Pokoju we Wrocławiu, a także odwiedził Warszawę, gdzie podarował Muzeum Narodowemu swoją kolekcję ceramiki, rysunków i barwnych druków. Narysował wówczas w stolicy Polski rysunek Syrenki, który przetrwał do 1953 roku. 

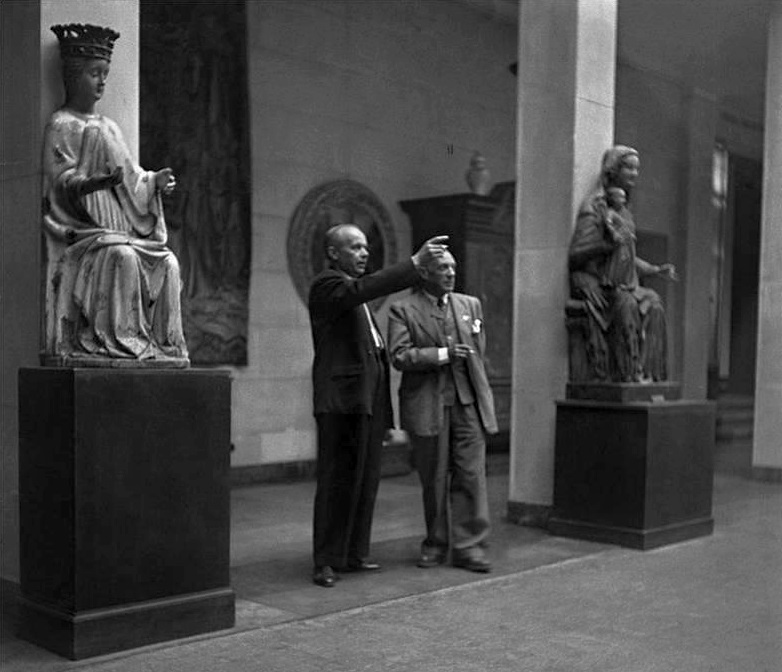
Stanisław Lorentz oprowadza Pabla Picassa po Muzeum Narodowym w Warszawie.

Sygnatariusz apelu sztokholmskiego w 1950 roku. W tym samym roku otrzymał Międzynarodową Leninowską Nagrodę Pokoju (zwaną wówczas Nagrodą Stalinowską). W latach 40. malował obrazy antywojenne (Masakra w Korei, Wojna, Pokój). Okres twórczości powojennej Picassa jest bardzo bogaty, różnorodny i niepoddający się klasyfikacji. Na tle sztuki XX wieku osobowość twórcza Picassa miała olbrzymi wpływ na każdą dziedzinę współczesnej plastyki.
Zmarł w Mougins we Francji na niewydolność płuc i serca. Został pochowany na terenie Château de Vauvenargues w Vauvenargues. W związku z jego śmiercią Jacqueline, ostatnia żona Picassa, 15 października 1986 roku odebrała sobie życie, strzelając do siebie z pistoletu. 
W 2010 roku odnaleziono 271 nieznanych dzieł Picassa (kolaże, akwarela, gwasze, litografie, zeszyty i rysunki) pochodzących z lat 1900–1932.

## Picasso na rynku sztuki
W maju 2004 roku dom aukcyjny Sotheby’s sprzedał obraz Chłopiec z fajką (1905) za 126,4 mln dolarów (cena wylicytowana, bez kosztów domu aukcyjnego: 104,2 mln dolarów). W maju 2010 roku sprzedano obraz Akt, zielone liście i popiersie (1932) za 112 mln dolarów (cena wylicytowana: 106,5 mln dolarów). W maju 2006 roku dom aukcyjny Sotheby’s sprzedał obraz Dora Maar z kotem (1941) za 107,9 mln dolarów (cena wylicytowana: 95,2 mln dolarów), a w roku 2015 obraz Przepiękny dom za 164,4 mln dolarów. Za autoportret artysty Yo, Picasso zapłacono 47,85 miliona dolarów – co jest jedną z niższych cen, jaką zapłacono za obraz artysty. Nie bez powodu więc twórczość Pablo Picasso jest umieszczana co roku w zestawieniach dzieł sztuki o największej wartości.

## Odniesienia w kulturze
Postać Picassa pojawia się w filmie z 2004 roku o tytule Modigliani, pasja tworzenia. Pojawia się także w filmie O północy w Paryżu z 2011 roku.